# Barsuczyna (rejon szarkowszczyński)
Barsuczyna (biał. Барсучына, ros. Борсучина, Borsuczina) – wieś na Białorusi, w obwodzie witebskim, w rejonie szarkowszczyńskim, w sielsowiecie Bildziugi. W 2019 liczyła 8 mieszkańców.